# Винча (Топола)
Винча је насеље у Србији у општини Топола у Шумадијском округу. Према попису из 2022. има 968 становника (према попису из 2011. било је 1097 становника).
Овде се налазе Црква Светих Миросница у Винчи и Старо гробље у Винчи код Тополе.

## Етимологија
Постоји више легенди о имену села. По једној од њих село Винча носи назив по вину. Старији кажу да је под Прокопом у давна времена било много винограда, који су били изложени граду. Дешавало се да је од јаког града вино текло кроз винограде.
Етнолог Миле Недељковић истицао је да је Винча добила име по виновој лози (лат. vitis vinifera).
У књизи У крилу Јасенице Милоша Јовановића налазе се следећи подаци о Винчи:
| „ | Винча се помиње у турским писаним изворима 1476. године као Виница са 20 домова и подужим списком опорезованих производа што треба да значи да је ово насеље и тада било богатије од својих суседа. | ” |

Село се још 1930-тих бранило „ракетлама” од града.

## Демографија
У насељу Винча живи 922 пунолетна становника, а просечна старост становништва износи 41,0 година (40,6 код мушкараца и 41,4 код жена). У насељу има 322 домаћинства, а просечан број чланова по домаћинству је 3,65.
Ово насеље је највећим делом насељено Србима (према попису из 2002. године), а у последња три пописа, примећен је пад у броју становника.
|  |

| Демографија | Демографија | Демографија |
| Година      | Становника  | Становника  |
| ----------- | ----------- | ----------- |
| 1948.       | 1.625       |             |
| 1953.       | 1.625       |             |
| 1961.       | 1.628       |             |
| 1971.       | 1.522       |             |
| 1981.       | 1.464       |             |
| 1991.       | 1.335       | 1.211       |
| 2002.       | 1.176       | 1.332       |
| 2011.       | 1.097       |             |
| 2022.       | 968         |             |

| Етнички састав према попису из 2002.‍ | Етнички састав према попису из 2002.‍ | Етнички састав према попису из 2002.‍ | Етнички састав према попису из 2002.‍ | Етнички састав према попису из 2002.‍ |
| ------------------------------------ | ------------------------------------ | ------------------------------------ | ------------------------------------ | ------------------------------------ |
|                                      |                                      |                                      |                                      |                                      |
| Срби                                 | Срби                                 |                                      | 1.168                                | 99,31%                               |
| Црногорци                            | Црногорци                            |                                      | 1                                    | 0,08%                                |
| Хрвати                               | Хрвати                               |                                      | 1                                    | 0,08%                                |
| Румуни                               | Румуни                               |                                      | 1                                    | 0,08%                                |
| непознато                            | непознато                            |                                      | 4                                    | 0,34%                                |

| Година пописа     | 1948. | 1953. | 1961. | 1971. | 1981. | 1991. | 2002. |
| ----------------- | ----- | ----- | ----- | ----- | ----- | ----- | ----- |
| Број домаћинстава | 308   | 324   | 360   | 341   | 344   | 322   | 322   |

| Број чланова      | 1  | 2  | 3  | 4  | 5  | 6  | 7  | 8 | 9 | 10 и више | Просек |
| ----------------- | -- | -- | -- | -- | -- | -- | -- | - | - | --------- | ------ |
| Број домаћинстава | 67 | 66 | 27 | 45 | 39 | 43 | 22 | 9 | 3 | 1         | 3,65   |

| Пол    | Укупно | Неожењен/Неудата | Ожењен/Удата | Удовац/Удовица | Разведен/Разведена | Непознато |
| ------ | ------ | ---------------- | ------------ | -------------- | ------------------ | --------- |
| Мушки  | 464    | 96               | 322          | 36             | 7                  | 3         |
| Женски | 494    | 61               | 330          | 89             | 12                 | 2         |
| УКУПНО | 958    | 157              | 652          | 125            | 19                 | 5         |

| Пол    | Укупно                    | Пољопривреда, лов и шумарство | Рибарство                            | Вађење руде и камена | Прерађивачка индустрија       |
| ------ | ------------------------- | ----------------------------- | ------------------------------------ | -------------------- | ----------------------------- |
| Мушки  | 304                       | 253                           | 0                                    | 5                    | 17                            |
| Женски | 200                       | 159                           | 0                                    | 0                    | 7                             |
| УКУПНО | 504                       | 412                           | 0                                    | 5                    | 24                            |
| Пол    | Производња и снабдевање   | Грађевинарство                | Трговина                             | Хотели и ресторани   | Саобраћај, складиштење и везе |
| Мушки  | 0                         | 1                             | 4                                    | 1                    | 9                             |
| Женски | 1                         | 0                             | 15                                   | 2                    | 1                             |
| УКУПНО | 1                         | 1                             | 19                                   | 3                    | 10                            |
| Пол    | Финансијско посредовање   | Некретнине                    | Државна управа и одбрана             | Образовање           | Здравствени и социјални рад   |
| Мушки  | 1                         | 0                             | 1                                    | 4                    | 0                             |
| Женски | 0                         | 0                             | 2                                    | 3                    | 4                             |
| УКУПНО | 1                         | 0                             | 3                                    | 7                    | 4                             |
| Пол    | Остале услужне активности | Приватна домаћинства          | Екстериторијалне организације и тела | Непознато            | Непознато                     |
| Мушки  | 1                         | 0                             | 0                                    | 7                    | 7                             |
| Женски | 3                         | 0                             | 0                                    | 3                    | 3                             |
| УКУПНО | 4                         | 0                             | 0                                    | 10                   | 10                            |